# Sung Joon
Sung Joon, nome artístico de Bang Sung-joon (Seul, 10 de julho de 1990), é um ator sul-coreano. É conhecido pelas séries de televisão Shut Up Flower Boy Band (2012), Can We Get Married? (2012), I Need Romance 3 (2014), nos k-dramas alta sociedade (2015), Lie To Me e Gu Family Book. Ele também apareceu nos filmes Dangerously Excited (2012), Horror Stories 2 (2013), Pluto (2013).